# Fiori in vaso con insetti e conchiglie
Fiori in vaso con insetti e conchiglie è un dipinto di Balthasar van der Ast. Eseguito verso il 1630, è conservato alla National Gallery di Londra.

## Descrizione
Si tratta di una natura morta gradevole e ben bilanciata in cui un mazzo di fiori, di diverse varietà e contenuti in un vaso di modeste dimensioni, stacca cromaticamente rispetto a uno sfondo neutro giocato su varie gradazioni luminose di grigio. Sul ripiano sono raffigurati alcuni insetti e due conchiglie, oggetti esotici molto apprezzati dai collezionisti olandesi dell'epoca.